# 아파치 머하웃
아파치 머하웃(Apache Mahout)은 아파치 소프트웨어 재단의 한 프로젝트로서 분산처리가 가능하고 확장성을 가진 기계학습용 라이브러리이다. 맵리듀스를 이용하는 아파치 하둡위에 적용되며 비슷한 특성을 가진 데이터들을 분류하고 정의하는 작업 및 협업 필터링 분야에 집중한다.
머하웃(Mahout)의 사전적 의미는 코끼리를 부리는 사람을 말한다.

## 출시 역사
| 버전   | 출시일     | 비고                                  |
| ------ | ---------- | ------------------------------------- |
| 0.1    | 2009-04-07 |                                       |
| 0.2    | 2009-11-18 |                                       |
| 0.3    | 2010-03-17 |                                       |
| 0.4    | 2010-10-31 |                                       |
| 0.5    | 2011-05-27 |                                       |
| 0.6    | 2012-02-06 |                                       |
| 0.7    | 2012-05-16 |                                       |
| 0.8    | 2013-07-25 |                                       |
| 0.9    | 2014-02-01 |                                       |
| 0.10.0 | 2015-04-11 | 삼사라 DSL(Samsara DSL)               |
| 0.10.1 | 2015-05-31 |                                       |
| 0.10.2 | 2015-08-06 |                                       |
| 0.11.0 | 2015-08-07 |                                       |
| 0.11.1 | 2015-11-06 |                                       |
| 0.11.2 | 2016-03-11 |                                       |
| 0.12.0 | 2016-04-11 | 아파치 플링크(Apache Flink) 엔진 추가 |
| 0.12.1 | 2016-05-19 |                                       |
| 0.12.2 | 2016-06-13 |                                       |
| 0.13.0 | 2017-04-17 |                                       |
| 0.14.0 | 2019-03-07 | 소스 전용 (바이너리 없음)             |
| 14.1   | 2020-10-07 |                                       |

## 같이 보기
- 하둡
- 아파치 주키퍼
- 아파치 피그
- 아파치 하이브
- 아파치 카산드라